# 西諫早站
西諫早站（日语：／ Nishi-isahaya eki */?）是位於日本長崎縣諫早市馬渡町的九州旅客鐵道（JR九州）長崎本線鐵路車站。

## 車站構造
相對式月台2面2線的地上車站。站舍位於諫早側。

### 月台配置
| 月台 | 路線      | 方向 | 目的地                                                         |
| ---- | --------- | ---- | -------------------------------------------------------------- |
| 1    | ■長崎本線 | 上行 | 諫早、湯江、肥前濱、江北方向 經■大村線往竹松、早岐、佐世保方向 |
| 2    | ■長崎本線 | 下行 | 長崎方向                                                       |

## 历史
- 1985年3月14日 - 開業。

## 利用狀況
- 多由諫早市立西諫早中學校、貝津中核工業團地、長崎日大高校、創成館高校等上班上學者使用。

## 相鄰車站
九州旅客鐵道
長崎本線
■區間快速「濱海快線」
通過
■快速「濱海快線」、■普通
諫早－西諫早－喜喜津

## 外部連結
- JR九州 – 西諫早車站 （页面存档备份，存于）（日語）